# Lista över guvernörer i Hawaii
Detta är en lista över personer som har varit delstaten Hawaiis guvernörer (engelska: Governor of Hawaii, hawaiiska: Ke Kiaʻaina o Hawaiʻi). Hawaii blev USA:s 50:e delstat den 21 augusti 1959. Den nuvarande guvernör är Josh Green som svors den 5 december 2022.
Delstatens grundlag nämner behörighetskrav till kandidater i guvernörsval som hålls vart fjärde år:
- Minst 30 år
- Fulla politiska rättigheter i delstaten Hawaii
- Bosatt i Hawaii i åtminstone 5 år innan valet
- Förbud att verka i andra politiska befattningar eller förvärvsarbetande

Dessutom ska alla kandidater betala en avgift på 750 dollar för att kandidera. Guvernörens ämbetsperiod är fyra år och de är begränsade till två perioder i följd.
Guvernörens officiella residens är Washington Place som bland annat har fungerat som privatbostad åt Hawaiis sista drottning. Guvernören bodde i huset även innan Hawaii blev en delstat. År 2020 var guvernörens årliga lön 158 700 dollar vilket var det 15:e högsta i USA bland landets guvernörer.

## Guvernörer
| Nummer | Bild | Namn             | Parti      | Ämbetsperiod |
| ------ | ---- | ---------------- | ---------- | ------------ |
| 1.     |      | William F. Quinn | Republikan | 1959–1962    |
| 2.     |      | John A. Burns    | Demokrat   | 1962–1974    |
| 3.     |      | George Ariyoshi  | Demokrat   | 1974–1986    |
| 4.     |      | John Waihee      | Demokrat   | 1986–1994    |
| 5.     |      | Ben Cayetano     | Demokrat   | 1994–2002    |
| 6.     |      | Linda Lingle     | Republikan | 2002–2010    |
| 7.     |      | Neil Abercrombie | Demokrat   | 2010–2014    |
| 8.     |      | David Ige        | Demokrat   | 2014–2022    |
| 9.     |      | Josh Green       | Demokrat   | 2022–        |

Källa: